# La búsqueda de Legión
La búsqueda de Legión es una colección crossover de 5 cómics de Marvel Comics, basado en el mundo X-Men, publicado en 1995. El personaje principal de esta mini saga es Legión, el hijo de Charles Xavier, y es el preludio a la Era de Apocalipsis.

## Historia
Cuando Legión sale de su recuperación, aparentemente lúcido, comenzó a considerar sagrada la misión de su padre de lograr la armonía entre humanos y mutantes. Considerando que tan noble tarea era ahora imposible, ya que otros seres como Magneto lo habían hecho imposible, decidió viajar al pasado para acabar con Magneto antes que viciara las relaciones mutantes y humanos para siempre. Enterados de la recuperación de Legión, así como de sus planes, un grupo de X-Men marchó a su vez al pasado para intentar derrotar a Legión, e intentar salvar a Magneto, entre estos mutantes, se encontraba Bishop, avezado ya en viajes temporales. La presencia de los mutantes, que unieron sus fuerzas a los de unos jovencísimos Magneto y Charles Xavier, no logró derrotar a Legión, el cual se dispuso a ejecutar a su víctima. Pero en el último momento, Charles Xavier se interpuso en el camino del mortal rayo psiónico para salvar la vida de su amigo, muriendo en el proceso.
La muerte de Xavier en el pasado, provocó la desaparición del presente tal y como se conocía ya que, con Xavier muerto, nunca se formó la Patrulla-X, y por tanto, Jean Grey no viajó al espacio ni se convirtió en Fénix, ni salvó el Universo de la amenaza del Cristal M'Kraan. En lugar de este futuro, la muerte de Xavier provocó varios sucesos, la más inmediata, en el presente, la muerte de Xavier provocó que éste nunca hubiera estado con Gabrielle, con lo que David nunca nació, y Legión desapareció. Otra consecuencia, sin Xavier no existía la Patrulla-X y por tanto los X-Men allí presentes no hubieran viajado al pasado, por lo que desaparecieron, a excepción de Bishop, el cual como anomalía temporal, no se vio afectado. Otra consecuencia fue que Magneto, inspirado por el sacrificio de su amigo, decidió hacer suyos los planes de Xavier de coexistencia pacífica entre humanos y mutantes.
Estos fueron los hechos que precedieron y provocaron la Era de Apocalipsis.

## Publicaciones
| Título                    | Título original              | Fecha de publicación | ISBN       |
| ------------------------- | ---------------------------- | -------------------- | ---------- |
| Patrulla-X #158 (Parte 1) | The Uncanny X-Men Vol.1 #320 | Enero de 1995        | B000MWSNMI |
| X-Men #39 (Parte 2)       | X-Men Vol.1 #40              | Enero de 1995        | B000PZ17PM |
| Patrulla-X #159 (Parte 3) | The Uncanny X-Men Vol.1 #321 | Febrero de 1995      | B000PYZGRI |
| X-Men #40 (Parte 4)       | X-Men Vol.1 #41              | Febrero de 1995      | B000PZ2I7I |
| Cable #21 (Epílogo)       | Cable Vol.1 #20              | Febrero de 1995      | B0018SCXQC |

### Recopilatorio
| Título                                | Material | Fecha de publicación | ISBN       |
| ------------------------------------- | --- | -------------------- | ---------- |
| X-Men: Era del Apocalipsis - Preludio | X-Factor #108-109; Uncanny X-Men #319-321; X-Men Vol. 2 #38-41; Cable #20; X-Men: Age of Apocalypse Ashcan Edition | Junio de 2011        | 0785155082 |